# Інженерний батальйон

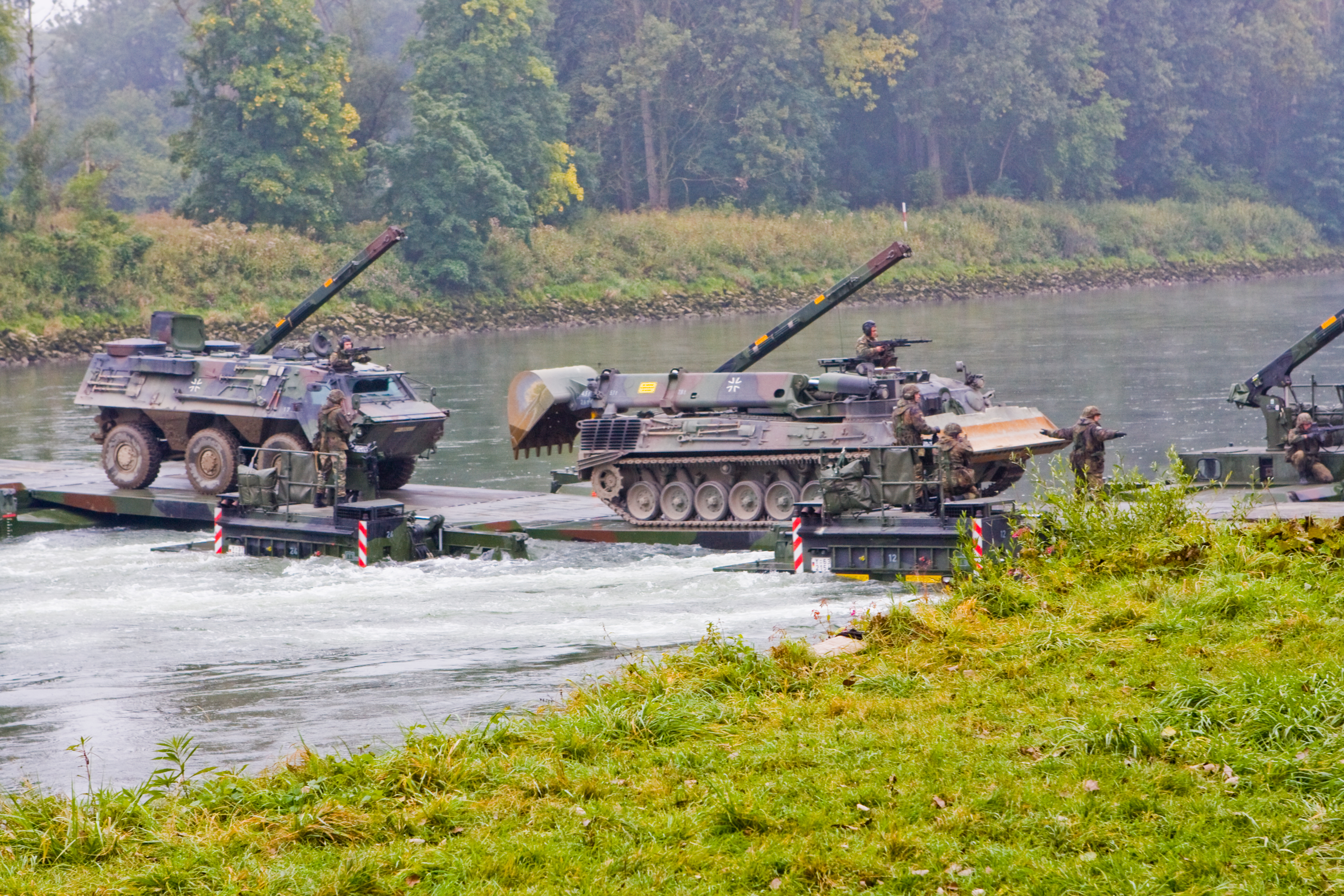
Понтонно-мостовий підрозділ інженерних військ Бундесверу забезпечує подолання водної перешкоди підрозділом TPz 1 «Фукс» понтонним мостом M3

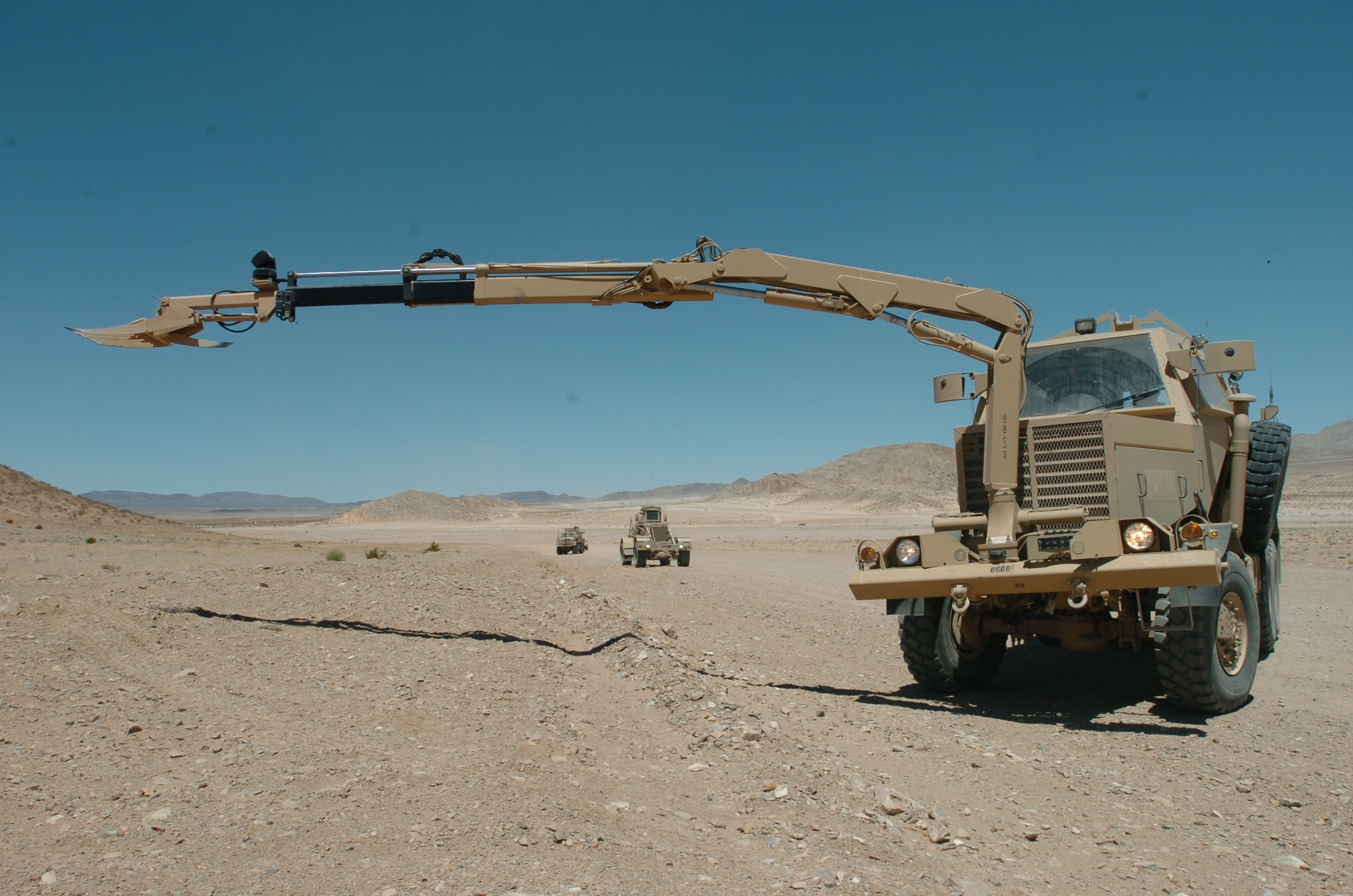
Саперний підрозділ знешкоджує саморобний вибуховий пристрій за допомогою Buffalo MPV на полігоні Форт Ірвін. 13 липня 2009

Стандартне позначення інженерного підрозділу в НАТО

Інженерний батальйон — основний тактичний підрозділ, тактична і адміністративно-господарська одиниця інженерних військ.

## Призначення, склад, основні завдання
Інженерний батальйон призначений для виконання в бою (операції) найскладніших завдань інженерного забезпечення: влаштування проходів у загородженнях і переходів через перешкоди, підготовки та утримання шляхів руху і маневру, створення загороджень, зведення польових фортифікаційних споруд із застосуванням засобів механізації, обладнання та утримання пунктів водопостачання, ведення інженерної розвідки та інше. Інженерні батальйони існують в арміях більшості держав.
Організаційно інженерний батальйон входить до складу інженерного (інженерно-саперного) полку (бригади), а також з'єднань і частин видів збройних сил, родів військ. Інженерний батальйон, як правило, має у своєму складу підрозділи різного призначення: інженерно-саперні (саперні), штурмові, загороджень і розгородження, інженерно-дорожні, мостобудівні (мостові), понтонно-мостові (понтонні), переправочно-десантні (амфібійні), відновлення і захисту, позиційні, маскувальні, польового водопостачання (видобутку води), інженерно-аеродромні, морські інженерні, інженерно-базові, інженерно-будівельні та інших. В арміях деяких держав є інженерні батальйони для застосування ядерних мін (фугасів).

### Основні завдання
Основними завданнями інженерного батальйону в бою і операції є виконання завдань інженерного забезпечення, що потребують спеціальної підготовки особового складу, застосування різної інженерної техніки та інженерних боєприпасів.
Такими завданнями є:
- підготовка і утримання шляхів для висування, розгортання і маневру військ;
- забезпечення форсування водних перешкод і подолання військами загороджень, руйнувань і затоплень;
- механізована уривка траншей і ходів сполучення, зведення та маскування найважливіших споруд при фортифікаційного обладнанні районів, позицій і рубежів;
- влаштування загороджень і руйнувань на основних напрямках наступу противника;
- обладнання пунктів управління і будівництво споруд на тилових об'єктах;
- видобуток і очищення води;
- ведення інженерної розвідки противника і місцевості та інші завдання.

В арміях деяких країн на інженерні батальйони покладається, крім того, обладнання аеродромів, прокладка і зміст польових трубопроводів, зміст внутрішніх водних шляхів, виконання топографічних, картографічних та reoдезіческіх робіт тощо.
Конкретний зміст завдань інженерного батальйону випливає з характеру і масштабу бою (операції), застосовуваних засобів ураження і способів ведення бойових дій, складу сил і засобів, котрі беруть в них участь, бойових завдань військ, умов обстановки, особливостей ТВД, пори року і доби, кліматичних і метеорологічних умов тощо.
У наступальному бою (операції) сухопутних військ підрозділи інженерного батальйону головною метою мусять забезпечити досягнення високих темпів просування й виконувати завдання з подолання різного роду загороджень, форсування водних перешкод, подолання або обходу зон масових руйнувань, пожеж, затоплень і зараження.
При організації та веденні оборонного бою (операції) підрозділи інженерного батальйону сприяють підвищенню стійкості та активності оборони загальновійськових з'єднань і частин, збільшують можливості протистояти масованим ударам засобів ураження, атакам великих угруповань танків і мотопіхоти противника. Батальйон виконує завдання із забезпечення підвищення живучості військ (сил); посилення захисту пунктів управління; сприяння військам у відновленні боєздатності та ліквідації наслідків застосування противником зброї масового ураження; забезпечення висування військ, великогабаритної і важкої техніки; проведення інженерних заходів щодо маскування.
На марші основна мета інженерного батальйону — досягнення скритності, високих швидкостей пересування військ і забезпечення вступу їх у бій (битву) з ходу.
Інженерний батальйон складався, як правило, з декількох підрозділів (рот, окремих взводів), оснащених високопродуктивною технікою для установки мінних полів, підготовки шляхів, уривки траншей, котлованів і ходів сполучення, будівництва мостів, видобутку, очищення та зберігання води, спостереження, фотографування і інше.

## Типи батальйонів інженерних військ
- Інженерно-саперний батальйон (оісб) — окремий підрозділ у структурі дивізії/корпусу або структурний підрозділ (ісб) в окремому інженерно-саперному полку/бригаді, що здійснює повне інженерне забезпеченням військ.
- Інженерно-технічний батальйон (оітб) — окремий підрозділ у структурі корпусу/армії/військового округу або структурний підрозділ (ітб) в окремому інженерно-саперному (інженерно-технічному) полку/бригаді, що здійснює часткове інженерне забезпечення військ. Відрізняється від інженерно-саперного батальйону відсутністю в його складі інженерно-саперної роти, у зв'язку з чим батальйон не може проводити інженерну розвідку військ в наступі і є підрозділом, відповідальним за інженерне забезпечення в тилу військ.
- Інженерний батальйон загороджень (ібз) — структурний підрозділ в окремій інженерно-саперної бригаді, що здійснює постановку інженерних загороджень для захисту військ.
- Інженерний батальйон розгородження (ібр) — структурний підрозділ в окремій інженерно-саперної бригаді, що знімає інженерні загородження для військ, що наступають.
- Інженерно-позиційний батальйон (іпб) — структурний підрозділ в окремій інженерно-саперної бригаді, що здійснює обладнання пунктів управління.
- Понтонно-мостовий батальйон (помб) — структурний підрозділ в окремій інженерно-саперної бригаді або в окремому понтонно-мостовому полку/бригаді, що здійснює обладнання понтонних переправ.
- Батальйон польового водозабезпечення (бпв) — структурний підрозділ в окремій інженерно-саперної бригаді, що здійснює польове водозабезпечення.
- Окремий інженерно-аеродромний батальйон (оіаб) — структурний підрозділ у повітряних арміях, арміях ППО і в авіаційних корпусах. Завданнями оіаб є будівництво нових аеродромів та ремонт дієвих.

Загальна чисельність особового складу від 300 до 800 чоловік, у залежності від типу, організаційно-штатної структури та інших факторів.